# Джеймс Едвардс
Джеймс Берроуз Едвардс (англ. James Burrows Edwards, 24 червня 1927 — 26 січня 2014) — американський державний діяч. Обіймав посаду губернатора Південної Кароліни з січня 1975 по січень 1979 року. Також займав пост міністра енергетики США в кабінеті Рональда Рейгана з січня 1981 року по січень 1982 року.

## Біографія
Під час Другої світової війни служив у ВМС США як офіцер-резервіст. Здобув медичну освіту в коледжі Чарльстона і вищу освіту в Луісвіллському університеті за спеціальністю стоматологія. У 1958—1960 рр. працював лікарем-стоматологом у клініці Генрі Форда в Детройті. У 1960 році відкрив стоматологічну практику в Чарльстоні. У 1964 році стає радником органів охорони здоров'я США в Чарльстоні. У 1966 році призначений віце-президентом приватній школі в Маунт-Плезанті, а з 1968 році був лікарем-стоматологом в Університеті Південної Кароліни.
Був представником Республіканської партії, яка з часів Реконструкції в 1870-х рр. не грала в Південній Кароліні значущої ролі. Однак з кінця Другої світової війни і з активізацією Руху за цивільні права баланс сил в штаті почав змінюватися на користь республіканців.
У 1972 році Едвардс був обраний до Сенату Південної Кароліни. Перемігши на губернаторських виборах 1974 року з результатом 50,9 % голосів, він став першим республіканцем, що зайняв цю посаду з часів Деніела Генрі Чемберлена, який був обраний губернатором в 1874 році. За чотирирічний термін його повноважень відновив смертну кару, на яку раніше був введено мораторій і домігся перерозподілу освітнього бюджету шкіл на користь менш забезпечених шкільних округів.
У 1981—1982 рр. — міністр енергетики США в адміністрації Рональда Рейгана. Потім протягом 17 років був керівником медичного факультету Університету Південної Кароліни.
У 1997 році було введено в Зал слави штату Південна Кароліна.